# Tachypleus tridentatus
Tachypleus tridentatus é uma espécie da família Limulidae. Como o seu parente o límulo  tem uma carapaça dura, estando em grave perigo de extinção . 
Pode ser encontrada nos seguintes países: China, Indonésia, Japão, Malásia, Filipinas, Taiwan e Vietname.

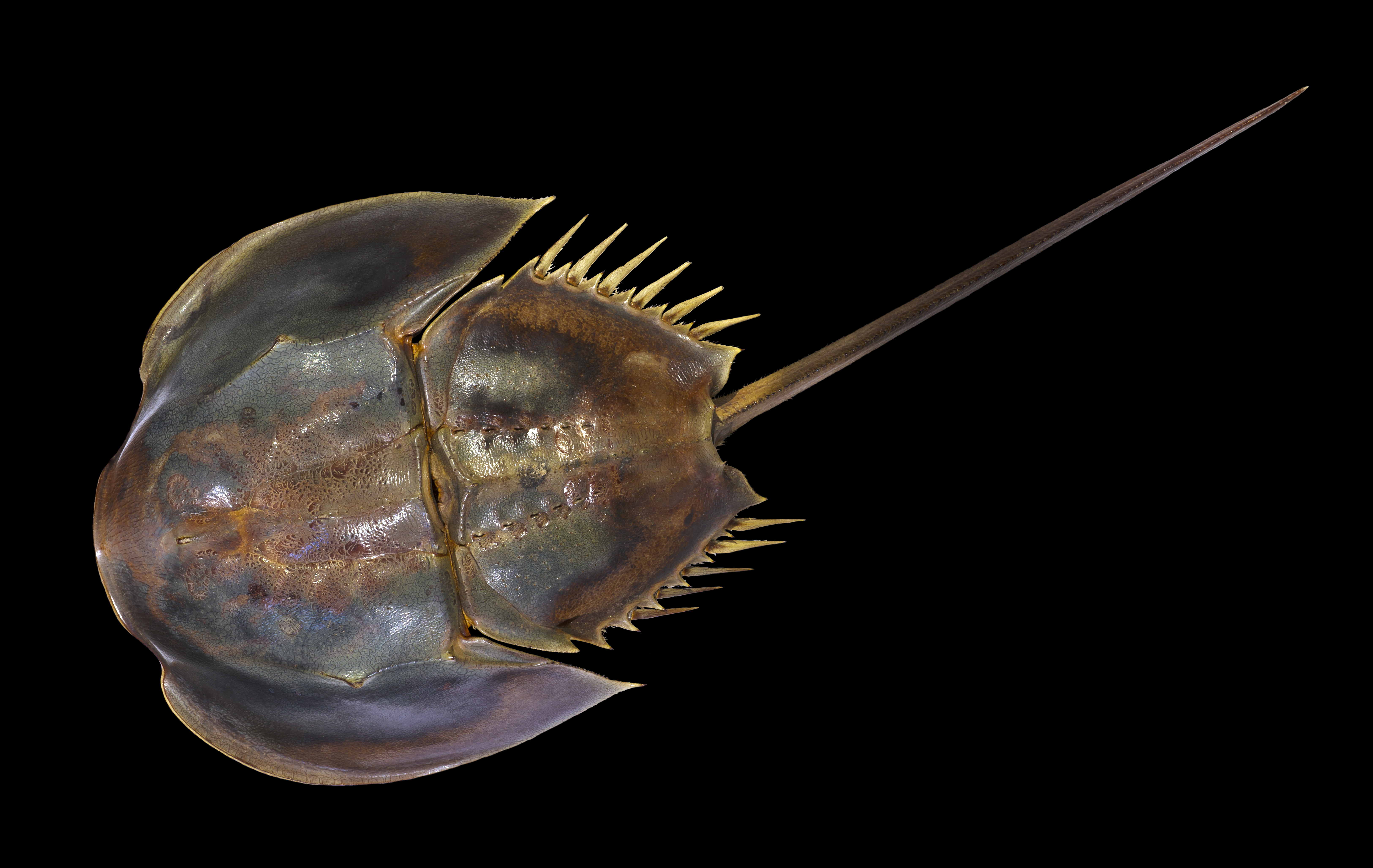
Vista dorsal vista ventral, frontal
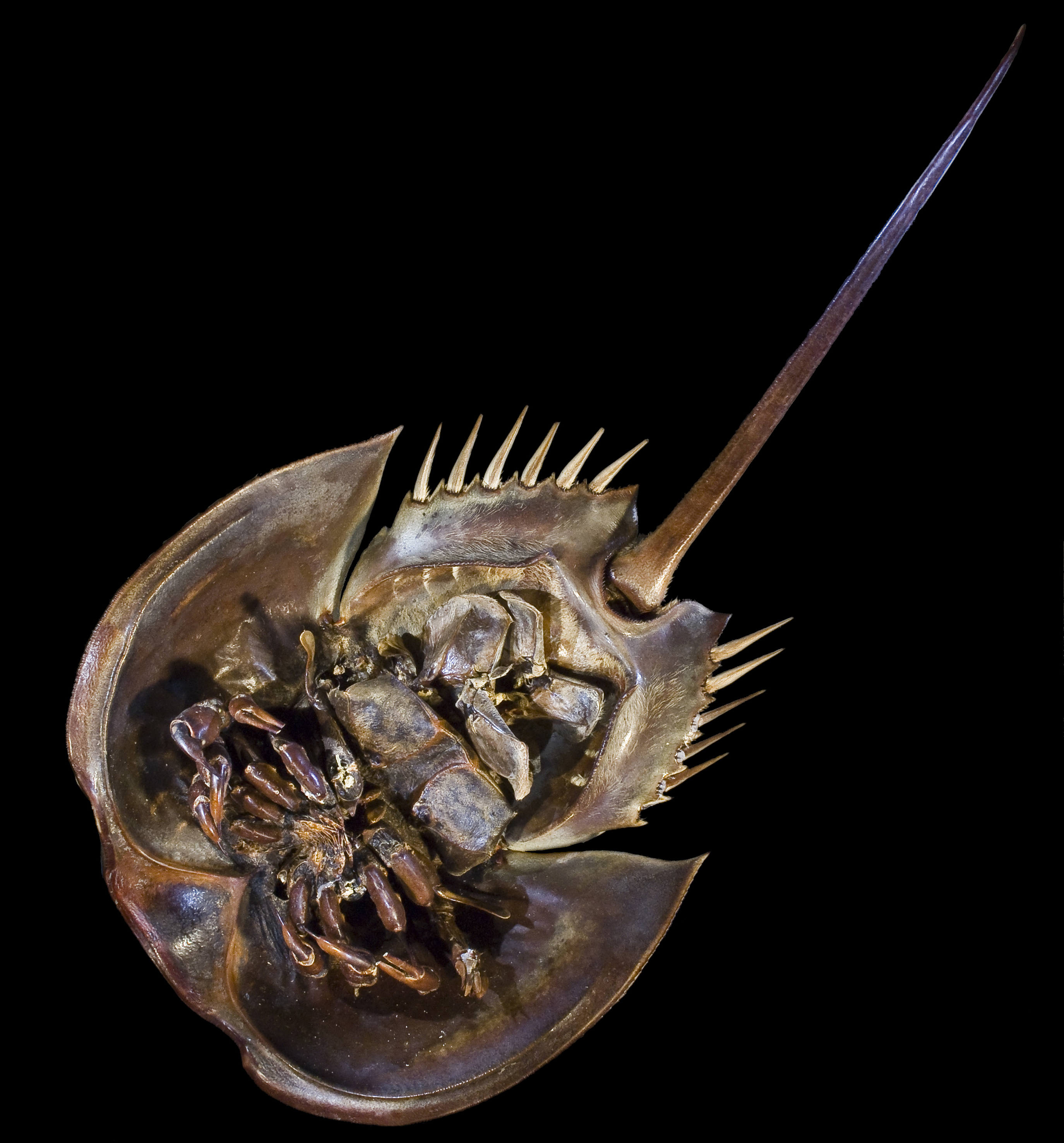
Vista ventral,
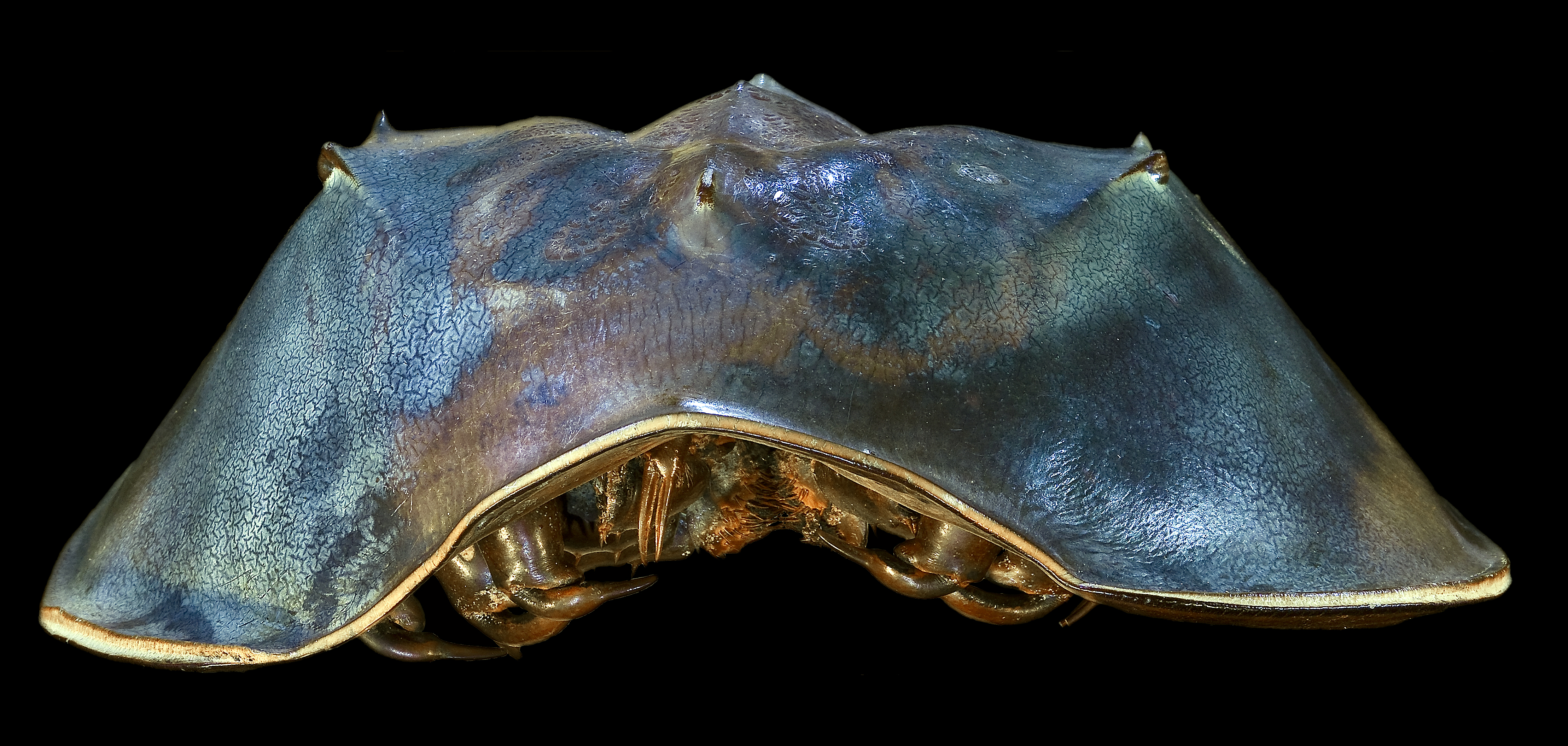
Frontal